# Fine du Maine
La fine du Maine est un alcool digestif de type eau-de-vie obtenu par distillation de cidre. Cette boisson est produite dans une partie du Maine (département de la Mayenne et de l'Anjou (Mayenne angevine et nord du Maine-et-Loire). Elle est proche du calvados, eau-de-vie de cidre élaborée en Normandie. La fine du Maine est reconnue par une Appellation d'origine contrôlée depuis 2015. Elle sert à l'élaboration du pommeau du Maine, obtenu en ajoutant de l'eau-de-vie à du jus de pommes à cidre avant fermentation.

## Historique
Les pommiers sont introduits dans la région dès l'époque romaine, mais jusqu'au Moyen Âge, le vin est la boisson la plus courante dans le Maine. Le climat est pourtant peu propice à la vigne. Au XIVe siècle, les pouvoirs publics font réduire la surface des vignes, afin de pouvoir cultiver davantage de céréales pour éviter les disettes alors récurrentes. En réservant également ces céréales à la confection de farine, les autorités découragent la production de cervoise. Le cidre s'impose peu à peu, et il profite de l'arrivée de nouvelles variétés de pommiers ibériques plus performantes. La distillation du cidre s'implante au XVIIe siècle dans l'Ouest de la France, puis l'octroi au XIXe siècle du privilège de bouilleur de cru aux fermiers encourage la production d'eaux-de-vie de cidre et de ses dérivés. L'eau-de-vie est finalement reconnue par une AOP en 2015 sous le nom « eau de vie de cidre du Maine ».

## Caractéristiques
La fine du Maine a une robe limpide, aux nuances pâles ou ambrées, et dégage des notes fruitées. Elle est très ronde en bouche et dégage des notes fruitées et boisées. Elle doit avoir un taux de 40 % d'alcool minimum pour être commercialisée.
Pour bénéficier de l'AOP, la fine du Maine doit être produite dans un périmètre de 141 communes situées principalement dans la moitié sud de la Mayenne et dans une frange au nord du Maine-et-Loire (il s'agit du même périmètre que celui du pommeau du Maine).

## Fabrication
Les pommes à cidre sont broyées ou rappées, puis la pulpe ainsi obtenue est pressée. Le jus est fermenté de façon lente et autonome, pour obtenir un cidre. Celui-ci peut être distillé après un délai minimum de 42 jours suivant l'extraction du jus. L'eau-de-vie produite par la distillation est ensuite mise en cuves de chêne, pour une durée minimale de 36 mois (minimum 10 ans pour les cuvées millésimées).